# Charte de la personne hospitalisée
En France, la charte de la personne hospitalisée a pour objectif de faire connaître à toute personne malade accueillie dans un établissement de santé ses droits essentiels, ainsi que les règles de vie à l'hôpital.
La charte est publiée en annexe de la circulaire du 2 mars 2006 relative aux droits des personnes hospitalisées.
Elle est une réactualisation de la charte du patient hospitalisé du 6 mai 1995, elle-même étant une actualisation d'une première charte du malade hospitalisé datant du 20 septembre 1974.
En 2017, onze ans après sa parution, la charte de la personne hospitalisée reste le document officiel d'information des droits des personnes hospitalisées.

## Contexte
La parution de textes législatifs majeurs depuis 1995 :
- loi du 9 juin 1999 visant à garantir le droit à l'accès aux soins palliatifs,
- loi du 4 mars 2002 relative aux droits des malades et à la qualité du système de santé,
- loi du 6 août 2004 relative à la bioéthique,
- loi du 9 août 2004 relative à la politique de santé publique,
- loi du 22 avril 2005 relative aux droits des malades et à la fin de vie[5],

rend la charte précédente (1995) en décalage vis-à-vis du droit positif en vigueur, nécessitant une remise à jour en urgence de ce texte.
La circulaire du 2 mars 2006 publie la charte de la personne hospitalisée qui vient actualiser et remplacer celle de 1995.

## Présentation la charte

### Structure du document
Charte de seize pages organisée en onze chapitres et dotée :
- d'un index[7],
- d'une annexe rappelant les principaux textes ayant servi à son élaboration[8],
- d'un résumé[9] comportant une note en bas de page : « Le document intégral de la charte de la personne hospitalisée est accessible sur le site internet : www.sante.gouv.fr. Il peut être également obtenu gratuitement, sans délai, sur simple demande, auprès du service chargé de l'accueil ».

### L'impératif de son accessibilité à tous
En préambule de la charte, la circulaire précise la volonté de rendre ce document le plus accessible possible. 
Il appartient aux établissements de santé :
- d'intégrer le résumé de la charte dans le livret d'accueil remis au patient,
- d'assurer la publicité la plus efficace possible à la charte : affichage du résumé dans les halls d'accueil, salles d'attente, couloirs des services. Le résumé peut en outre être déposé, dans un format réduit, sur les tables de chevet des chambres des patients,
- de signaler aux personnes concernées (personnes parlant mal le français, personnes aveugles ou malvoyantes), de façon systématique, l'existence de traductions.

Le texte intégral de la charte est téléchargeable sur le site internet : www. sante.gouv.fr :
- en français,
- en anglais,
- en braille [sic].

Le résumé de la charte, téléchargeable sur le même site susvisé, est disponible en six langues :
- allemand,
- arabe,
- chinois,
- espagnol,
- italien,
- portugais.

### A qui s'adresse la charte? Qui est une personne hospitalisée?
L'introduction de la charte précise que l'expression "personne hospitalisée" désigne l'ensemble des personnes prises en charge par un établissement de santé :
- en hospitalisation au sein de l'établissement,
- dans le cadre de l'hospitalisation à domicile,
- en consultation externe,
- dans le cadre des urgences.

### Des droits mais aussi des devoirs
L'introduction de la charte ajoute que :
« son application s'interprète au regard des obligations nécessaires au bon fonctionnement de l'institution et auxquels sont soumis le personnel et les personnes hospitalisées. La personne hospitalisée doit pouvoir prendre connaissance du règlement intérieur qui précise ces obligations. Les dispositions qui la concernent (...) seront, si possible, intégrées dans le livret d'accueil.
Le résumé de la charte est remis, dès son entrée dans l'établissement, à chaque personne hospitalisée ainsi qu'un questionnaire de sortie et un contrat d'engagement contre la douleur, annexés au livret d'accueil. »

### Nouveautés depuis 1995
La charte reprend en les développant les chapitres de la charte de 1995 et apporte de nouvelles notions :
- le droit à l'information,
- l'attention particulière à la fin de vie et le respect de la dignité,
- la désignation d'une personne de confiance,
- le droit de refus de traitements ou de demande de leur interruption,
- les conditions dans lesquelles un médecin est autorisé à interrompre ou limiter des actes lorsqu'une personne n'est pas en mesure d'exprimer sa volonté,
- la possibilité de rédiger des directives anticipées,
- une plus grande information sur la recherche biomédicale et le consentement des personnes y participant,
- l'accès direct aux informations médicales le concernant,
- le droit de saisir la Commission des relations avec les usagers et de la qualité (CRUQ) et la description de la procédure d'indemnisation et de conciliation[10].

En 2006, la personne hospitalisée n'est plus dénommée malade - comme dans la charte de 1974 -, ou patient - comme dans la charte de 1995 -. Elle reste un citoyen avec des droits qui s'inscrivent dans le contexte de la maladie et qui lui permettent d'être acteur de sa prise en charge.
De plus, la parution de la charte s'accompagne d'une recommandation du Ministère aux établissements de santé : celle de délivrer à leurs personnels, en fonction des besoins, une formation sur les droits des malades et de leurs proches.

### Résumé de la charte
Les principes généraux sont présentés dans le résumé de la charte :
1. Toute personne est libre de choisir l'établissement de santé qui la prendra en charge, dans la limite des possibilités de chaque établissement. Le service public hospitalier est accessible à tous, en particulier aux personnes démunies et, en cas d'urgence, aux personnes sans couverture sociale. Il est adapté aux personnes handicapées.
2. Les établissements de santé garantissent la qualité de l'accueil, des traitements et des soins. Ils sont attentifs au soulagement de la douleur et mettent tout en œuvre pour assurer à chacun une vie digne, avec une attention particulière à la fin de vie.
3. L'information donnée au patient doit être accessible et loyale. La personne hospitalisée participe aux choix thérapeutiques qui la concernent. Elle peut se faire assister par une personne de confiance qu'elle choisit librement.
4. Un acte médical ne peut être pratiqué qu'avec le consentement libre et éclairé du patient. Celui-ci a le droit de refuser tout traitement. Toute personne majeure peut exprimer ses souhaits quant à sa fin de vie dans des directives anticipées.
5. Un consentement spécifique est prévu, notamment, pour les personnes participant à une recherche biomédicale, pour le don et l'utilisation des éléments et produits du corps humain et pour les actes de dépistage.
6. Une personne à qui il est proposé de participer à une recherche biomédicale est informée, notamment, sur les bénéfices attendus et les risques prévisibles. Son accord est donné par écrit. Son refus n'aura pas de conséquence sur la qualité des soins qu'elle recevra.
7. La personne hospitalisée peut, sauf exceptions prévues par la loi, quitter à tout moment l'établissement après avoir été informée des risques éventuels auxquels elle s'expose.
8. La personne hospitalisée est traitée avec égards. Ses croyances sont respectées. Son intimité est préservée ainsi que sa tranquillité.
9. Le respect de la vie privée est garanti à toute personne ainsi que la confidentialité des informations personnelles, administratives, médicales et sociales qui la concernent.
10. La personne hospitalisée (ou ses représentants légaux) bénéficie d'un accès direct aux informations de santé la concernant. Sous certaines conditions, ses ayants droit en cas de décès bénéficient de ce même droit.
11. La personne hospitalisée peut exprimer des observations sur les soins et sur l'accueil qu'elle a reçus. Dans chaque établissement, une commission des relations avec les usagers et de la qualité de la prise en charge veille, notamment, au respect des droits des usagers. Toute personne dispose du droit d'être entendue par un responsable de l'établissement pour exprimer ses griefs et de demander réparation des préjudices qu'elle estimerait avoir subis, dans le cadre d'une procédure de règlement amiable des litiges et/ou devant les tribunaux.

Le résumé est remis à toute personne hospitalisée, dès son entrée dans l'établissement de santé.